# 신민정 (기상 캐스터)
신민정(1980년 3월 23일 ~ )은 대한민국의 전직 기상 캐스터이다.

## 학력
- 세종대학교 호텔경영학과

## TV
- 생방송 세상의 아침 기상 캐스터 (KBS 2TV)
- KBS 뉴스 네트워크 기상 캐스터 (KBS 1TV)
- KBS 뉴스 5 기상 캐스터 (KBS 1TV)
- KBS 주말뉴스 기상 캐스터 (KBS 1TV)
- KBS 930 뉴스 기상 캐스터 (KBS 1TV)
- KBS 뉴스 12 기상 캐스터 (KBS 1TV)
- KBS 뉴스라인 기상 캐스터 (KBS 1TV)
- KBS 아침뉴스타임 기상 캐스터 (KBS 2TV)
- KBS 일요뉴스타임 기상 캐스터 (KBS 2TV)
- 한끼줍쇼 (JTBC) - 특별출연